# Örvényesi-séd
Örvényesi-séd är ett vattendrag i Ungern.   Det ligger i provinsen Veszprém, i den västra delen av landet, 110 km sydväst om huvudstaden Budapest.